# Tetsu Nagasawa
Tetsu Nagasawa (født 28. maj 1968) er en tidligere japansk fodboldspiller og træner.
Han har spillet for flere forskellige klubber i sin karriere, herunder Júbilo Iwata.
Han har tidligere trænet Júbilo Iwata og Fagiano Okayama.